# Ministre uden portefølje fra Færøerne
Ministre uden portefølje fra Færøerne, liste over ministre uden portefølje i på Færøerne i perioden 1948−1959. 
I de tre første færøske regeringer efter indførelsen af hjemmestyret i 1948 havde medlemmerne ikke faste sagsområder (porteføljer), bortset fra lagmanden blev de derfor benævnt ministre uden portefølje, hvoraf den ene også havde titel af vicelagmand. I 1959 indførte lagmand Peter Mohr Dam fagministerier i sin regering, og der har siden ikke været udnævnt ministre uden portefølje på Færøerne.

## Ministre uden portefølje
| Minister            | Parti                | Fra  | Til  |
| ------------------- | -------------------- | ---- | ---- |
| Kristian Djurhuus   | Sambandsflokkurin    | 1948 | 1950 |
| Jóan Petur Davidsen | Javnaðarflokkurin    | 1948 | 1950 |
| Louis Zachariasen   | Sjálvstýrisflokkurin | 1948 | 1950 |
| Thorstein Petersen  | Fólkaflokkurin       | 1950 | 1951 |
| Rikard Long         | Fólkaflokkurin       | 1950 | 1954 |
| Hákun Djurhuus      | Fólkaflokkurin       | 1951 | 1957 |
| Edward Mitens       | Sjálvstýrisflokkurin | 1954 | 1959 |
| Óla Jákup Jensen    | Fólkaflokkurin       | 1957 | 1959 |